# Нисба
Ни́сба (араб. نسبة — «отношение», «связь») — часть арабо-мусульманского имени, обозначающая генеалогическую, этническую, религиозную, политическую, социальную принадлежность человека, место его рождения или проживания и т. д. Обычно нисба имеет морфологический показатель — суффикс «и» (араб. ـي‎) в конце (напр. Бухари, Мисри). Согласно традиционно устоявшемуся порядку, нисба ставится в самом конце имени, после куньи, алама, насаба и лакаба. Из-за воздействия французской системы паспортов и удостоверений личности нисба стала выступать в качестве фамилии. Полное многочленное имя использовалось лицами, занимавшими определённое общественное положение, а большинство обходились формулой личное имя + насаб, личное имя + мансаб (профессия), личное имя + нисба, личное имя + насаб + нисба и т. п.
| Нисба                   | Арабское написание | Тип      | Значение |
| ----------------------- | ------------------ | -------- | --- |
| Анбари                  | الأنباري           | город    | Анбар — исторический город в иракской провинции Анбар                                                         |
| Андалуси                | الأندلسي           | регион   | Аль-Андалус — название мусульманской Испании                                                                  |
| Ансари                  | أنصاري             | община   | Ансары — сподвижники пророка Мухаммеда, коренные жители Медины из племён Аус и Хазрадж                        |
| Ашари                   | الأشعري            | теология | Ашариты — представители одного из основных направлений суннитского калама.                                    |
| Багдади                 | البغدادي           | город    | Багдад — столица государства Ирак, административный центр мухафазы Багдад                                     |
| Бадави                  | البدوي             | племя    | Бедуины — жители арабского мира, ведущие кочевой образ жизни                                                  |
| Бакуви                  | الباكوي            | город    | Баку — столица Азербайджана                                                                                   |
| Баласагуни              | البلاساغوني        | город    | Баласагун — средневековый город, существовавший на территории нынешней Киргизии                               |
| Балхи                   | البلخي             | город    | Балх — город и одноимённая провинция в совр. Афганистане                                                      |
| Басри                   | البصري             | город    | Басра — город на юго-востоке Ирака, главный порт страны. Административный центр мухафазы Басра                |
| Бухари                  | البخاري            | город    | Бухара — один из древнейших городов Средней Азии, областной центр Бухарской области Республики Узбекистан     |
| Гарнати                 | الغرناطي           | город    | Гранада — город и муниципалитет в Испании                                                                     |
| Гилани                  | الجیلاني           | регион   | Гилян — один из 31 останов Ирана                                                                              |
| Гянджеви                | الكنجوي            | город    | Гянджа — город на территории современного Азербайджана                                                        |
| Дагистани               | الداغستاني         | регион   | Дагестан — республика на Северном Кавказе в составе Российской Федерации                                      |
| Дарбанди                | الدربندي           | город    | Дербент — город в Дагестане на узком проходе между Каспийским морем и предгорьями Кавказа                     |
| Дехлеви                 | الدهلوي            | город    | Дели — столица Индии                                                                                          |
| Джурджани               | الجرجاني           | город    | Горган — город в Иране, административный центр провинции Голестан                                             |
| Димашки                 | الدمشقي            | город    | Дамаск — столица и второй по величине (после Алеппо) город в Сирии                                            |
| Захири                  | الظاهري            | теология | Захиритский мазхаб — один из суннитских мазхабов, основатель Давуд ибн Али аз-Захири                          |
| Исфахани                | الإصفهاني          | город    | Исфахан — город в Иране, административный центр провинции Исфахан                                             |
| Казвини                 | القزويني           | город    | Казвин — город на севере Ирана                                                                                |
| Карабаги                | القره باغي         | область  | Карабах — историческая область в Закавказье                                                                   |
| Кахтани                 | القحطاني           | личность | Кахтан — родоначальник всех «южных» арабов (кахтанитов), аналог библейского Иоктана                           |
| Кашани                  | كاشاني             | город    | Кашан — город в Иране, в остане Исфахан, центр одноимённого шахрестана                                        |
| Кураши                  | القرشي             | племя    | Курайшиты — арабское племя, правящее в древней Мекке                                                          |
| Куртуби                 | القرطبي            | город    | Кордова — старинный город в Андалусии, столица провинции Кордова                                              |
| Куфи                    | الكوفي             | город    | Эль-Куфа — город в центре Ирака, на реке Евфрат, в 170 км к югу от Багдада.                                   |
| Лакзи                   | اللّكزي             | регион   | Лакз — раннефеодальное государственное образование VI—XIII веков                                              |
| Мавсили                 | الموصلي            | город    | Мосул — город на севере Ирака                                                                                 |
| Макдиси                 | المقدسي            | город    | Иерусалим — столица Израиля, древний город на Ближнем Востоке, священный город для трёх авраамических религий |
| Макки\|Аль-Макки\|Макки | المكي              | город    | Мекка — город в западной Саудовской Аравии, около 100 км от Красного моря                                     |
| Малики                  | المالكي            | теология | Маликитский мазхаб — один из суннитских мазхабов, основатель Малик ибн Анас                                   |
| Марвази                 | المروزي            | город    | Мерв — ныне исчезнувший город на Юго-Востоке Туркмении, древняя столица Маргианы и государства Сельджуков     |
| Марварруди              | المرو الروذي       | город    | Мерверруд — ныне исчезнувший крупный средневековый город, располагавшийся в Хорасане, неподалёку от Мерва.    |
| Мараги                  | المراغي            | город    | Мераге — город в Иране, в остане Восточный Азербайджан                                                        |
| Мисри                   | المصري             | страна   | Миср — арабское название Египта                                                                               |
| Найсабури               | النيسابوري         | город    | Нишапур — город на северо-востоке Ирана                                                                       |
| Насави                  | النسوي             | город    | Ниса — древний город, руины которого расположены близ селения Багир, в 18 км к западу от Ашхабада             |
| Нахчивани               | النخجواني          | город    | Нахичевань — город в Азербайджане                                                                             |
| Рази                    | الرازي             | город    | Рей — город на севере Ирана, в остане Тегеран                                                                 |
| Самарканди              | السمرقندي          | город    | Самарканд — город в Узбекистане                                                                               |
| Санани                  | الصنعاني           | город    | Сана — город в Йемене                                                                                         |
| Табари                  | الطبري             | регион   | Табаристан — средневековое название провинции Мазендеран                                                      |
| Тамими                  | التميمي            | племя    | Бану Тамим — арабское племя, относящееся к аравийской племенной группе Мудар                                  |
| Танджи                  | الطنجي             | город    | Танжер — город в Марокко                                                                                      |
| Тантави                 | الطنطاوى           | город    | Танта — город в Египте, столица провинции Эль-Гарбийя в центре дельты Нила                                    |
| Тикрити                 | التكريتي           | город    | Тикрит — город на севере Ирака, на реке Тигр                                                                  |
| Тирмизи                 | الترمذي            | город    | Термез — город в Узбекистане, административный центр Сурхандарьинской области                                 |
| Тебризи                 | التبريزي           | город    | Тебриз — город у озера Урмия в Иране, административный центр провинции Восточный Азербайджан                  |
| Туркистани              | التركستاني         | регион   | Туркестан — историко-географический регион Центральной Евразии и Центральной Азии                             |
| Туси                    | الطوسي             | город    | Тус — древний город в Иране, расположенный на территории современной провинции Хорасан-Резави                 |
| Фаси                    | الفاسي             | город    | Фес — старейший из четырёх имперских городов Марокко                                                          |
| Фариси                  | الفارسي            | регион   | Персия — исторической области в южном Иране, на берегу Персидского залива                                     |
| Фергани                 | الفرغاني           | город    | Фергана — город на востоке Узбекистана                                                                        |
| Хабаши                  | الحبشي             | страна   | Хабаш — арабское название Абиссинии (Эфиопии)                                                                 |
| Хадрами                 | الحضرمي            | регион   | Хадрамаут — историческая область на юге Аравийского полуострова                                               |
| Хазраджи                | الخزرجي            | племя    | аль-Хазрадж — одно из арабских племен в Медине                                                                |
| Халяби                  | الحلبي             | город    | Алеппо — крупнейший город Сирии                                                                               |
| Ханафи                  | الحنفي             | теология | Ханафитский мазхаб — один из суннитских мазхабов, основатель Абу Ханифа                                       |
| Ханбали                 | الحنبلي            | теология | Ханбалитский мазхаб — один из суннитских мазхабов, основатель Ахмад ибн Ханбаль                               |
| Худжанди                | الخجندي            | город    | Худжанд — город на территории совр. Таджикистана                                                              |
| Хорасани                | الخراساني          | регион   | Хорасан — историческая область в восточном Иране                                                              |
| Хорезми                 | الخوارزمي          | регион   | Хорезм — древний регион Средней Азии с центром в низовьях Амударьи                                            |
| Шафии                   | الشافعي            | теология | Шафиитский мазхаб — один из суннитских мазхабов, основатель Мухаммад аш-Шафии                                 |
| Ширази                  | الشيرازي           | город    | Шираз — город на юге Ирана, административный центр провинции Фарс                                             |
| Ширвани                 | الشرواني           | область  | Ширван — историческая область на территории современного Азербайджана                                         |
| Шишани                  | الشيشاني           | регион   | Чечня — республика (субъект) в составе Российской Федерации                                                   |
| Эривани                 | الايرواني          | город    | Ереван — столица Армении                                                                                      |
| Ямани                   | اليمني             | регион   | Йемен — государство, расположенное на юге Аравийского полуострова в Юго-Западной Азии                         |